# Purpuricenopsis
Purpuricenopsis is een kevergeslacht uit de familie van de boktorren (Cerambycidae). De wetenschappelijke naam van het geslacht werd voor het eerst geldig gepubliceerd in 1968 door Zajciw.

## Soorten
Purpuricenopsis is monotypisch en omvat slechts de volgende soort:
- Purpuricenopsis humeralis Zajciw, 1968